# Las Arboledas (San Carlos)
Las Arboledas es una localidad ubicada en la comuna de San Carlos, en la provincia de Punilla, perteneciente a la Región de Ñuble, Chile. Según el censo chileno de 2017, Las Arboledas posee 776 habitantes. La principal actividad laboral del sector es la agricultura. Se cultivan, principalmente: zanahorias, brócoli, espárragos y frutos de exportación como: manzanas, frambuesas, arándanos, frutillas y en menor escala, los kiwis.
La mayoría de los jefes de Hogar, son temporeros, los menos, agricultores apatronados. Un porcentaje de alrededor de un 20% de ellos, han emigrado al norte, al sector de la minería. El sector Las Arboledas, cuenta con diversas organizaciones comunitarias: Una Junta de Vecinos, dos Clubes Deportivos, dos Centros Juveniles, un Comité de Agua Potable, un Comité de Riego, un Comité de Viviendas, un Comité de Microempresarias, un Centro General de Padres y Apoderados. Un número considerable de familias se encuentran adscritas a los Programas estatales de: Chile Califica, Chile Solidario, Programa Puente, World Visión (Visión Mundial), las que reciben apoyo económico, de materiales y formación.
El sector cuenta con un establecimiento educacional, el cual imparte clases desde Pre-Kínder hasta Octavo Básico.